# 田倉暉久
田倉 暉久（たくら てるひさ、2003年12月12日 - ）は、日本のアイドルであり、7人組男性アイドルグループ「THE SUPER FRUIT」のメンバーである。
千葉県出身。つばさ男子プロダクション所属。

## 来歴
つばさレコーズに所属し、2021年6月に始まった恋愛リアリティ番組『今日、好きになりました。』第36弾「霞草編」にレギュラー出演する。
同年12月、つばさレコーズ発の芸能事務所・つばさ男子プロダクションが結成した男性アイドルグループ「THE SUPER FRUIT」のメンバーとなる。
2023年6月、高橋悠也×東映シアタープロジェクト TXT vol.3『TQY』で初舞台を踏み、俳優デビューを果たした。
2025年1月、YouTubeに個人チャンネル『テルヒサchannel -田倉暉久-』を開設する。

## 人物
- 特技：BGM制作・動画編集[6]。
- 趣味：プロレス観戦（新日本プロレスファン[6]）、サッカー[7]。

## 出演

### テレビ番組
- 今日、好きになりました。 第36弾「霞草編」（2021年6月14日 - 7月19日、ABEMA）[8]
- 猫のひたいほどワイド（テレビ神奈川） - 猫の手も借り隊
  - 水曜グリーン（2023年4月 - 2024年3月）[9]
  - 火曜ブルー（2024年4月 - 2025年3月）[10]
  - 月曜グリーン（2025年4月 - ）

### テレビドラマ
- ノンレムの窓 2023 夏 第2話「推してもいいデスか?」（2023年7月8日、日本テレビ） - キャロット類 役[11]

### 配信ドラマ
- しながわミステリークラブ（2024年、しなロケ 品川区フィルムコミッション） - 池田翔太 役[12]
- 毎日はにかむ僕たちは。（日本テレビ公式ショートドラマ）
  - 「真面目女子と不良男子」（2024年9月13日） - 暉久 役[13]
  - 「もういいよ」（2024年10月14日・15日） - 田倉暉久 役[14]
- ごっこ倶楽部（GOKKO）
  - 「18 Ears old」（2024年12月16日）[15]
  - 「自然体で」（2024年12月18日）[16]
- ときめき図鑑（au）
  - 「想いを伝える最後のチャンス」（2025年3月10日） - 優希 役[17]
  - 「友達以上恋人未満」（2025年3月31日） - 友樹 役[18]
- キュリエーション学院（2025年4月7日 - 、QREATION） - 暉久 役[19]

### 舞台
- 高橋悠也×東映シアタープロジェクト TXT vol.3『TQY』（2023年7月9日 - 19日、よみうり大手町ホール） - ジューシー 役[20]